# El Arenosillo
El Centre d'Experimentació de El Arenosillo (CEDEA) és un centre de llançament de coets del Institut Nacional de Tècnica Aeroespacial (INTA) espanyol, situat a la província de Huelva.
Es troba a la línia de costa onubense, entre Matalascañas i Mazagón. El seu origen es remunta a 1966 com a emplaçament per al llançament de coets meteorològics; la NASA va instruir i cedir equipament als tècnics de l'INTA. Fins a 1994 es van efectuar més de 558 llançaments reeixits de coets, principalment de sondes meteorològiques o per a diversos estudis científics. Entre els coets llançats dissenyats per l'INTA es van trobar els INTA 300, INTA 250 i INTA 100.